# زياد أباد (خبريز)
زیاد أباد (بالفارسية: زیادآباد) هي قرية تقع في إيران في قسم خبریز الريفي. يقدر عدد سكانها بـ 356 نسمة بحسب إحصاء 2016.